# ダレント・ウィリアムズ
ダレント・ウィリアムズ（Darrent Demarcus Williams 1982年9月27日-2007年1月1日）はテキサス州フォートワース出身のアメリカンフットボール選手。ポジションはコーナーバック。NFLのデンバー・ブロンコスで2シーズンプレイした。現役中の2007年1月1日に狙撃されて亡くなった。

## 生い立ち
フォートワースで生まれ育った彼は地元の高校に進学しアメリカンフットボールを行い、コーナーバックとパントリターナーとしてプレイした。3年次には5インターセプトをあげリターンでも大きくゲイン、パントリターンでは平均30ヤードを獲得し4タッチダウンをあげた。
大学進学の際にはテキサスクリスチャン大学、ルイジアナ工科大学、オクラホマ州立大学からオファーを受けた。 

## 大学
彼はオクラホマ州立大学を選択し1年次から10試合に出場しシーズン後半からは先発選手となった。この年のベイラー大学戦ではインターセプトリターンタッチダウンを2本決めた。2年次には全13試合に先発出場し53タックル、3インターセプト、13パスブロックの成績を残した。3年次にも全試合に先発出場し、66タックル、6インターセプト（ビッグ12カンファレンス3位）、17パスブロックの成績でカンファレンスのファーストチームに選出された。4年次には腕の負傷より3試合に欠場し7試合の出場に留まった。それでも21タックル（ソロタックル18）、3インターセプト、2ファンブルフォース、1ファンブルリカバー（このプレイでは53ヤードリターン）の成績を残した。4年間で彼はNCAA1部Aに所属した選手としては歴代タイ記録となる9インターセプトタッチダウン（11インターセプト中）の記録を達成した。

## NFL
2005年のNFLドラフトで彼は2巡目全体56番目にデンバー・ブロンコスに指名されて入団した。11月13日のオークランド・レイダース戦でケリー・コリンズからジェリー・ポーターに投げられたパスをインターセプトしプロ初のインターセプトし82ヤードのリターンTDを記録した。この試合ブロンコスは31-17で勝利した。彼はブロンコスのコーナーバックとして58タックル、2インターセプトの成績を収めた。彼はパントリターン、キックオフリターンでも起用された。9試合に先発出場したがこれはブロンコスの新人コーナーバックとしては1975年のルイス・ライトが11試合に先発出場して以来のことであった。負傷のため最後の3試合は欠場した。彼はプロフットボール・ウィークリーが選ぶオールルーキーファーストチームに選ばれた。
2006年は15試合に出場し86タックル（ソロタックル77）、4インターセプト（リターンTD1回）すると共にパントリターンでも起用された。亡くなる前の最後のゲームとなったサンフランシスコ・フォーティナイナーズ戦にも出場し3タックル、パントリターン2回で50ヤードを獲得した後、肩の負傷で後半終了間際にサイドラインに退いた。
現役通算成績は1サック、2ファンブルフォース、6インターセプト、2タッチダウンであった。

## 死去
新年とNBAのデンバー・ナゲッツに所属しているケニオン・マーティンの誕生日を祝うナイトクラブでのパーティーに出席して帰宅する途中の2007年1月1日午前2時10分頃、コロラド州デンバーのダウンタウンで友人たちとリムジンに乗った彼は車で近づいてきた男に撃たれて病院に運ばれたが午前2時30分死亡が確認された。この事件の12時間前にレギュラーシーズン最終戦でブロンコスはサンフランシスコ・フォーティナイナーズと対戦したばかりであった。
警察の調べではウィリアムズは頸部に1発の銃撃を受けていて即死であった。彼が撃たれた際にはチームメートのWRジャヴォン・ウォーカーも同乗していたが無傷で他の2人の同乗者は銃撃によって負傷した。

## その後
その後警察によってギャングの一員である28歳の男が逮捕された。この事件はギャングに関連したものだといった噂がなされたが彼の家族やチームメートはそうしたことはありえないことだと否定した。
彼には7歳の息子、4歳の娘、24歳のガールフレンドがフォートワースに残された。遺族のための基金が設立されてデンバー・ナゲッツのスターであるカーメロ・アンソニー、ケニオン・マーティンらによって支援がなされた。
またブロンコスファンによって本拠地のインベスコ・フィールド・アット・マイル・ハイの南壁に記念碑が作られた。またジャヴォン・ウォーカーはウィリアムズのトレードマークであったヘアスタイルを真似た。
2008年5月29日彼を記念した少年少女のためのセンターがデンバーの中心街に開かれた。